# The Christian Post
The Christian Post é um jornal neopentecostal sediado em Washington, D.C nos EUA.